# 京急1000型電聯車 (初代)
京急1000型電聯車（日语：／ Keikyū 1000-gata densha */?）是在1959年（昭和34年）12月登場，1960年（昭和35年）1月13日開始營業運行、京濱急行電鐵的通勤形電車。2002年（平成14年）4月15日的京急1000形電車 (二代)登場以來、稱作'舊1000形'以作識別。
本項亦記載京急車輛工業（現・京急fine-tec）租賃或轉售的京成電鐵1000形電車、北總開發鐵道（現・北總鐵道）7150形電車以及千葉急行電鐵（現・京成千原線）1000形電車。

## 概要
由於製造期間及使用期間很长、存在非常多的變化。
1968年（昭和43年）為止的製造車使用的轉向架根據車身製造商有所不同、而驅動方式，齒輪比，電裝構成也因電裝品製造商而不同、1971年（昭和46年）以後的製造車這些因為製造者变更而被統一。
全車電動車的2兩用1單元構成，M1系車裝載主控制器，M2系車象侯補器類。活用編成構成的自由度高，對應了從1970年代開始至2000年代頻繁的組成調換與需求的變化。
不論是有沒有駕駛台和裝載機器，全部356兩的車輛形式都是，成為日本私營鐵路当中單一系列製造最多的車輛。
特別記載，以下的文中仿效各種文獻，在京急本線上稱南側「浦賀方」，北側「品川方」，東側「海方面」，西側「山方面」。組成號碼是浦賀方面前頭車的車輛號碼代表。同時，「1000型」為本形式，「新1000型」為2002年(平成14年)登場的1000型（二代），「800型」作為指向1978年(昭和53年)登場的800型（二代），「700型」1967年(昭和42年)登場的700型（二代），「600型」1994年(平成6年)登場的600型（三代）。

## 外觀
列車全長18米、車體寬1,200mm，每邊車身有單片式車門3扇、車門間車窗有3扇、車端部有2扇窗、駕駛室後方有1扇窗。
初期車輛車頭為非貫通型設計，1961年（昭和36年）開始配合構造基準改為貫通型，1963年（昭和38年）開始方向幕改為收納於獨立的窗户。非貫通型及初期的貫通型都被改造成後期貫通型・獨立方向幕窗。
奇數號碼的車方向品川，偶數號碼車反之。M1車系裝載著主控制器、受電弓，M2車系裝載著侯補器材。

## 製造批次的差異

### A 小組
1958年作為本形式的試製車以800·850型名義製造了4輛。
這個4輛1965年(昭和40年)10月改變編號為1000型(1095- 1098)，並在1966年(昭和41年)時交換主電動機，統一為量產車性能。
這個小組不被冷氣改造在1988年(昭和63年)時成為廢車，機器被各自轉用到1095和1096，零部件轉用到11·12，1097和，零部件轉用到15·16。

### B 小組

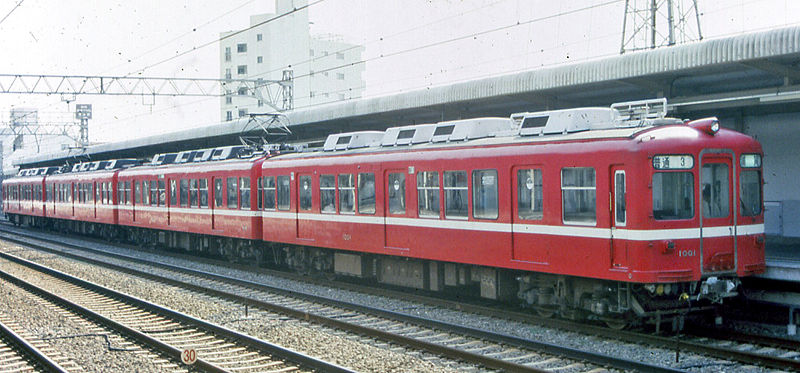
B小組-1000形1001編成（1988年8月、南太田站攝影）

1959年至1960年（昭和35年）製造的Deha1001 - 1048 12組4輛編成。車身幅度被擴大80mm至2,780mm(最大幅度2,798mm)，根據連結面后掠角的縮小車門配置變得前後對稱。製造當初前照燈是shield beam。從由於800形式的測試結果，主電動機變更為低轉速、補償卷線附方式。因為把2輛1單元背對背組合了為M2U-M1U-M1S-M2S的組合，兩前頭車都是M2系車，因而不能2輛組成。
從1988年廢車開始，一部轉讓至高松琴平電氣鐵道(12輛)及北總開發鐵道(現·北總鐵道，16輛，包含1962年制的12輛),不過，後者已經成为廢車。8輛租予京成電鐵，後來4輛歸還廢車之列，殘餘的4輛再被租了到千葉急行電鐵(現·京成千原線)，不過現在也已經廢車了。

### C 小組
從1961年(昭和36年)到1962年(昭和37年)被製造了的deha1049- deha1068之5組4輛組、deha1069- deha1078之5組2輛組、deha1101- deha1130之5組6輛組。這些從落成當初開始在前面設置著貫通門。因為方向幕窗等沒設置，前面的風格與在下項的D小組被確立了的東西有差異。
從1991年(平成3年)冷氣改造車的廢車開始，1071F以外到1996年(平成8年)廢車了。1071F編成因為以A小組以外唯一地到廢車前編成都不被調換，始終2輛組使用了行車距離很少，
連續運用了44年之後在2005年(平成17年)3月末廢車，而C小組也消滅了。

### D 小組

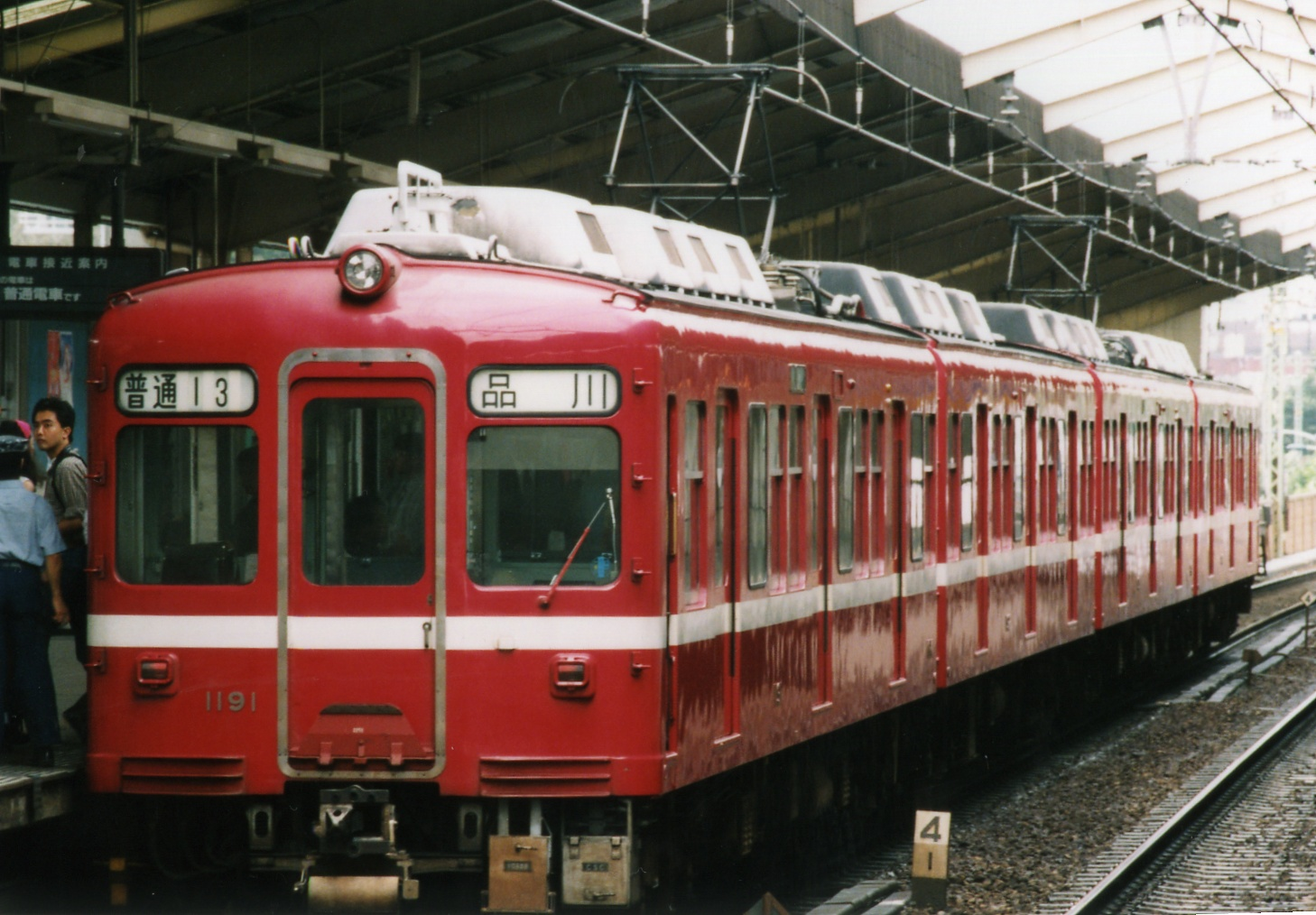
D小組-1191編成（1995年7月14日、新馬場站攝影）

從1964年(昭和39年)到1966年被製造了的deha1131- deha1196，deha1201- deha1206之12組6輛組。從這一编成前面的方向·類別表示器窗獨立表示確立了本形式現行的前面風格。車端部屋頂邊也小了。客室內電裝飾品被交流化，客室內省略了熒光燈蓋。在側面設置了電動式類別幕,不過，前面的行先幕還是手動的。側面類別幕根據表示可能指令數限制而不表示「普通」，普通列車運用的時候沒有表示，並關上背光燈。空氣壓縮機變更了為輪轉機式的AR-2形式。只有1964年由東急車輛製造製造的1143F編成和1201F編成與其他車前頭車前面的方向·類別表示器部分的造型不同。
冷氣改造，與E小組同時從1976年到1982年(昭和57年)進行。
deha1173和deha1178從1988年開始作為一般货运车對待，在2002年(平成14年)時廢車。

### E 小組

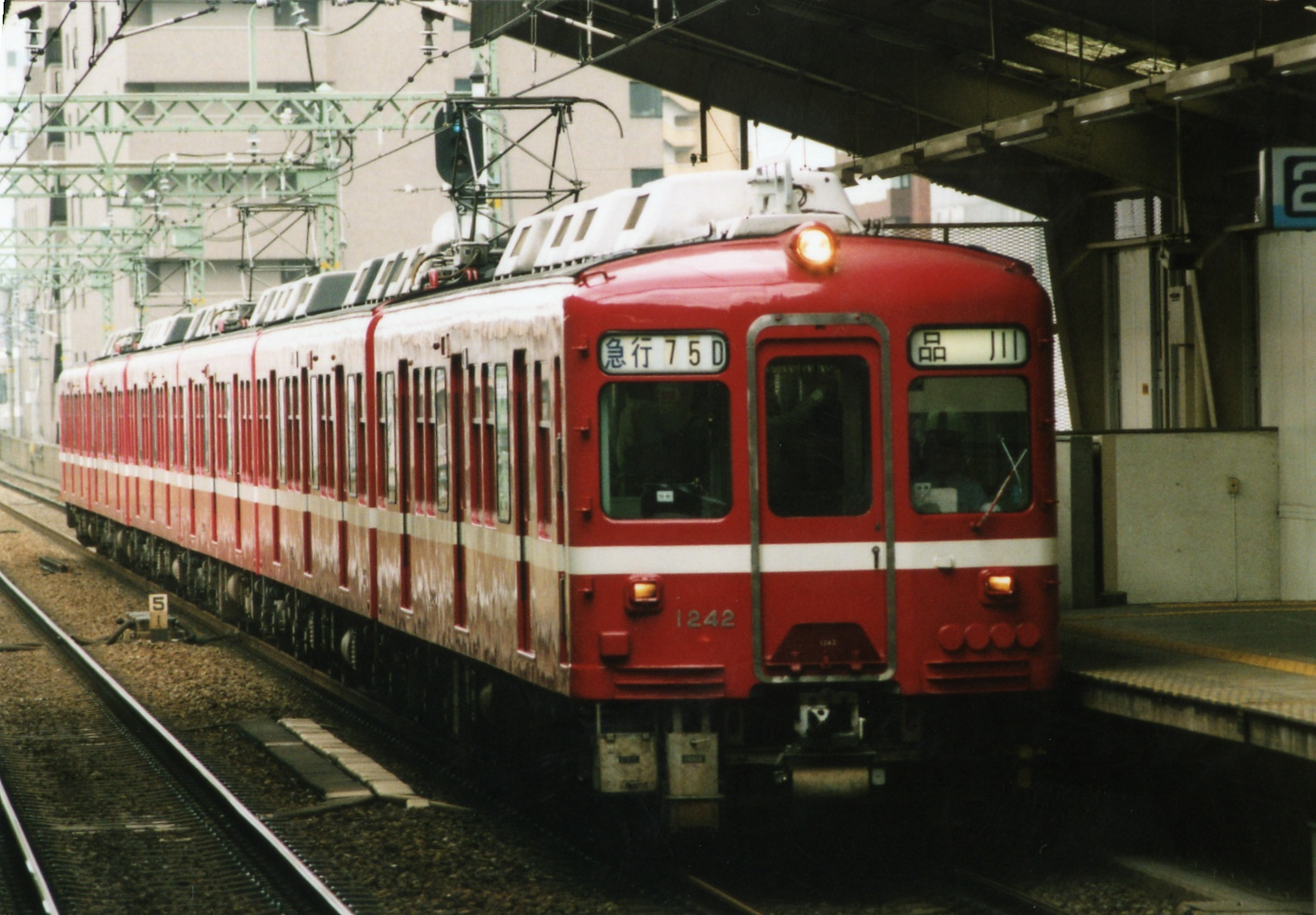
E小組-1237編成（1995年7月14日、新馬場站攝影）

## 特殊塗裝

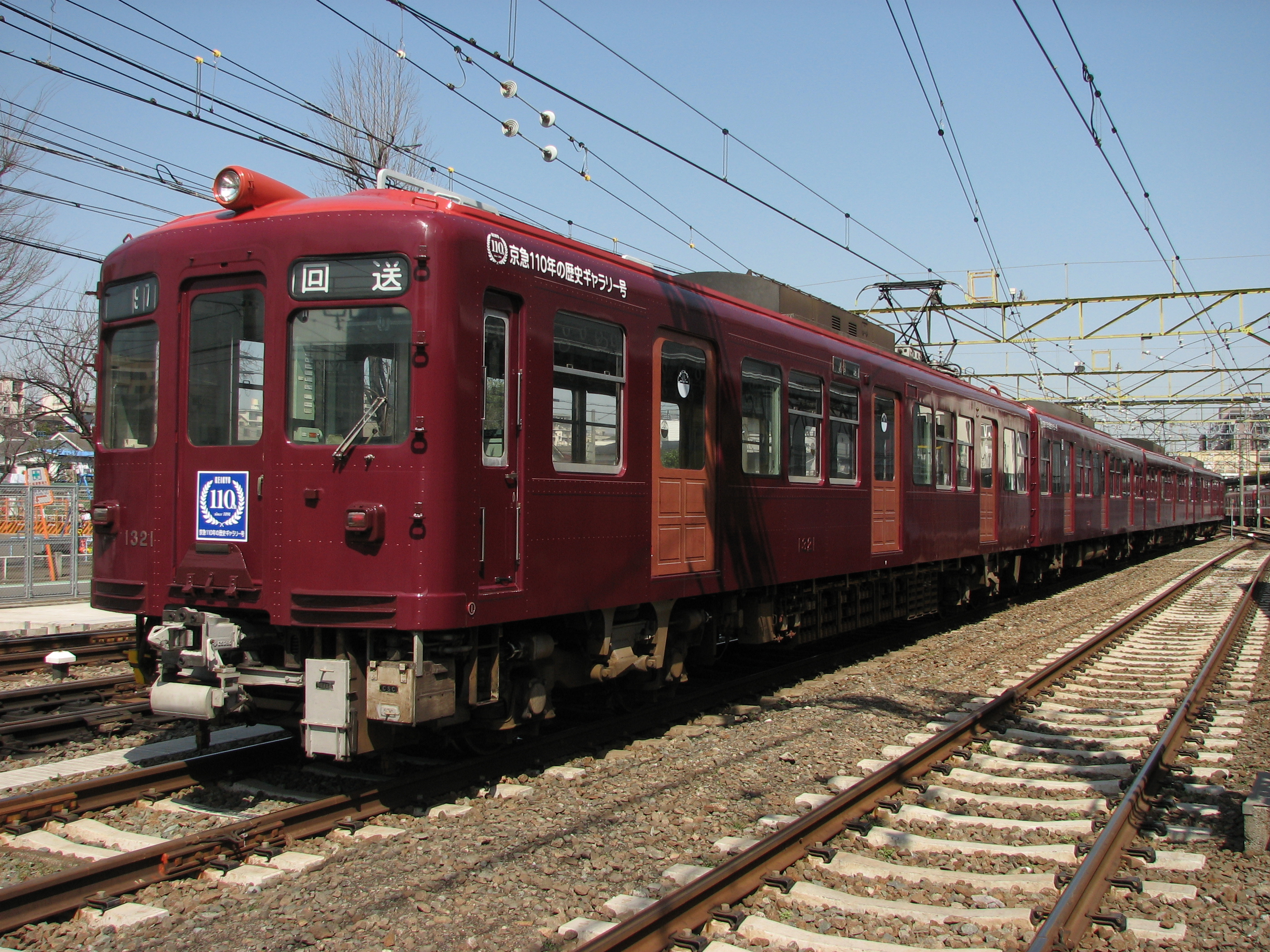
1000形1321編成「京急110年的歷史畫廊號」。漆塗的木製門，鉚釘、補強板等以印刷表現（2008年3月22日、新町檢車區）

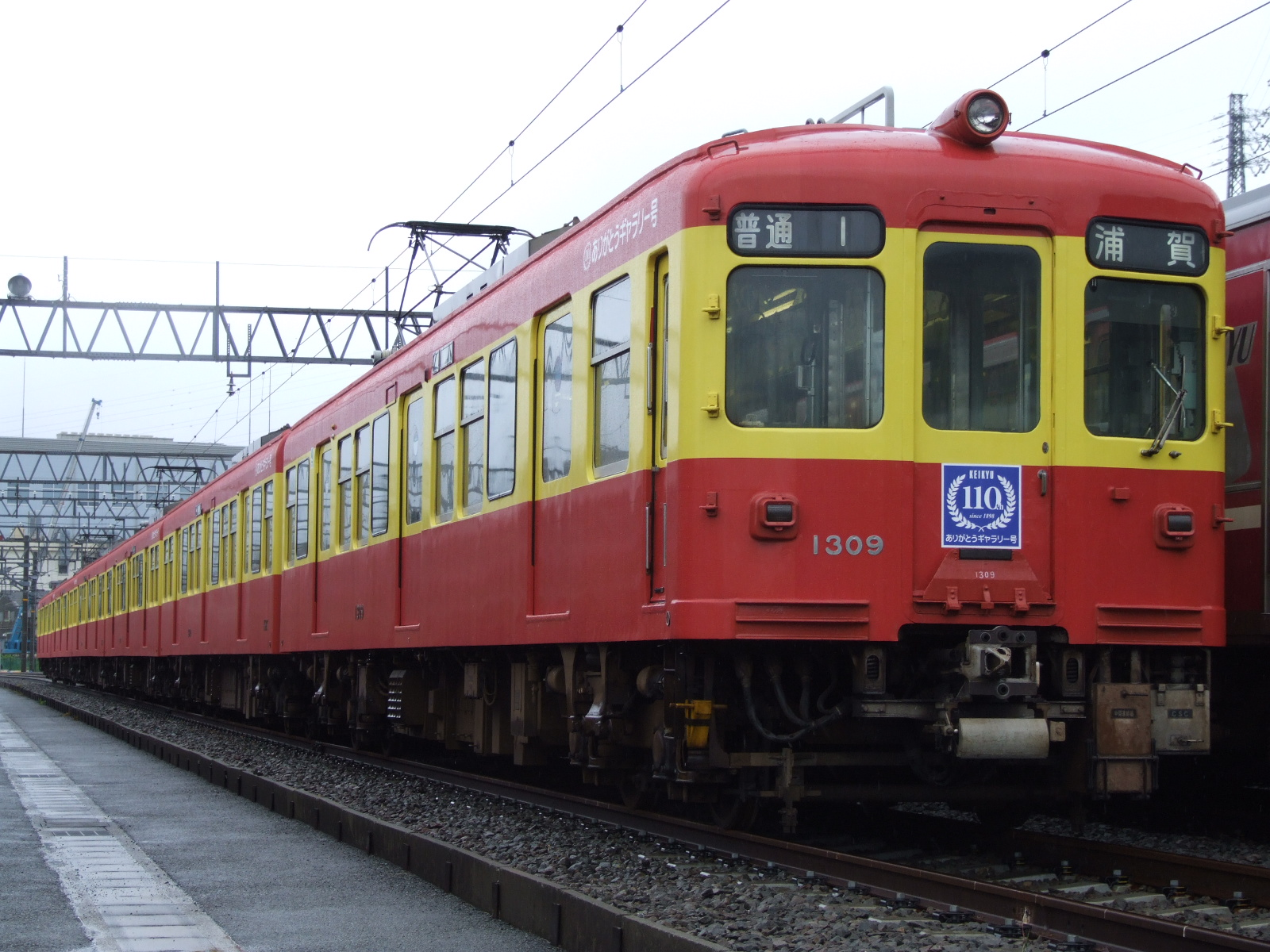
1000形1309編成「感謝畫廊號」（2008年5月25日、京急fine-tec久里濱事業所）

2008年2月25日至12月23日，為記念京急創立110周年，兩列列車會塗裝成過往色彩的列車運行，1309編成（6輛）是帶有昭和20～30年代的車輛印象的「感謝畫廊號」、1321編成（4両）是帶有大正～昭和初期車輛印象的「歷史畫廊號」。車內展示了經一般公開募集得來經選過的圖畫及照片，以及京急110年歴史的海報。

## 改造・轉讓

### 轉讓

#### 高松琴平電氣鐵道（1080形・1300形）
共計16兩轉讓到高松琴平電氣鐵道。

#### 北總開發鐵道（当時・7150形）
1991年(平成3年)隨著3月31日的京成高砂-新鎌谷間開業，配合7300型的登場轉讓了deha1005- deha1008·deha1107- deha1118合共16輛（→7151-7158·7161-7168）。

### 零件供給事業用車使用
- deto11·12- deha1095·deha1096的零部件再利用
- dechi15·16- deha1097·deha1098的零部件再利用
- dechi17·18- deha1017·deha1018的零部件再利用，後來deto17·18改造·改變為一對。
- kuto1·2- deha1021·deha1022的零部件再利用

京急的新性能貨車由於零部件再利用著而車身是新制的東西，因此車籍沒有承繼。

## 保存車
deha1052和deha1185隻廢車後前面的部分被切斷，前者放在櫪木縣真岡市的鐵路商品店「紅色電車（（赤い電車）」店頭，後者各自被放在同縣小山市的辦公室「紅色電車」店頭，當成招牌兼倉庫。

## 註腳
1. ↑   『京浜急行80年史』中提及
2. ↑   1系列私營鐵路最多車輛數目是東武鐵道8000系共有12輛。
3. ↑  .[永久]